# 가제타 델 포폴로

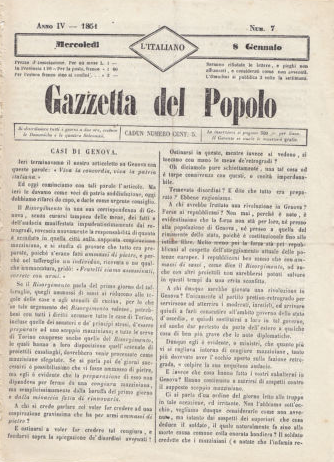
《가제타 델 포폴로》, 1851년 1월 8일자

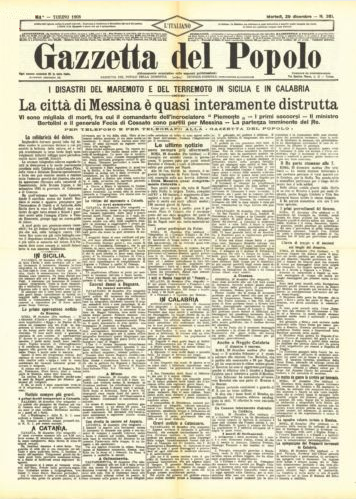
메시나 지진의 내용이 첫 장에 실린 《가제타 델 포폴로》 1908년호

《가제타 델 포폴로》(이탈리아어: Gazzetta del Popolo)는 1848년 6월 16일 이탈리아 북부 토리노에서 창간된 이탈리아의 일간지이다. 이 신문은 135년간 운영된 후 1983년 12월 31일에 출판이 중단되었다. 이탈리아의 소설가 알베르토 모라비아는 이 신문의 기고자로 활동하기도 했다.